# Wladimer Gucaewi
Wladimer Gucaewi, gruz. ვლადიმირ გუცაევი, ros. Владимир Гаврилович Гуцаев, Władimir Gawriłowicz Gucajew (ur. 21 grudnia 1952 we wsi Kedigora w rejonie Achalgori) – pochodzący z Gruzji osetyjski piłkarz występujący na pozycji napastnika, reprezentant Związku Radzieckiego, trener i działacz piłkarski, a także działacz polityczny.

## Kariera piłkarska
Pierwsze treningi odbywał w szkole sportowej "Junyj Dynamowiec" i szkole piłkarskiej w Tbilisi. Przez całą karierę zawodniczą związany był z Dinamem Tbilisi, najpierw jako gracz drużyny rezerw, a od 1971 do 1986 jako piłkarz pierwszego zespołu. Jesienią 1971 debiutował w rozgrywkach ligowych, a już w następnym sezonie został podstawowym zawodnikiem drużyny. W 1978 zdobył z Dinamem mistrzostwo ZSRR, w 1976 i 1979 Puchar ZSRR, zaś w 1981 europejski Puchar Zdobywców Pucharów.
W latach 1972–1982 rozegrał 11 meczów w reprezentacji ZSRR, strzelając 1 bramkę. Największy sukces międzynarodowy osiągnął jednak w piłce młodzieżowej: w 1976 zdobył wraz z drużyną radziecką Mistrzostwo Europy U-23.

## Kariera trenera i działacza
Po zakończeniu kariery piłkarskiej pracował jako kierownik drużyny w Dinamie Tbilisi. Na początku lat 90. przeniósł się na Cypr, do Anorthosisu Famagusta. Przez pewien czas pomagał Waleremu Gazzajewowi w Spartaku-Ałanii Władykaukaz, a kilka lat później powrócił do tego klubu jako pierwszy trener. W rodzinnej Gruzji pracował jako szkoleniowiec młodzieżowej i pierwszej reprezentacji narodowej, a także jako menedżer Torpeda Kutaisi.
Działał również w strukturach krajowej federacji piłkarskiej. Zasiadał w jej komitecie wykonawczym, zaś w 2005 zgłosił swoją kandydaturę w wyborach na prezydenta federacji. Wycofał się jednak z kandydowania tuż przed wyborami, umożliwiając zwycięstwo Nodarowi Achalkaciemu.
- 1987-90 –   Dinamo Tbilisi, kierownik drużyny
- 1991-91 –  Anorthosis Famagusta, asystent
- 1991-94 –  Anorthosis Famagusta
- 1994-95 –  Spartak-Ałanija Władykaukaz, asystent
- 1996-96 –  reprezentacja Gruzji U-21
- 1997-99 –  reprezentacja Gruzji
- 2000-00 –  Ałanija Władykaukaz
- 2001-01 –  Torpedo Kutaisi, menedżer

## Kariera polityczna
W marcu 2004 został wybrany deputowanym do gruzińskiego parlamentu. Kandydował z listy Zjednoczonego Ruchu Narodowego, związanego z prezydentem Micheilem Saakaszwilim. Zasiada w Komisji Edukacji, Nauki, Kultury i Sportu.
W lipcu 2004 prezydent samozwańczej i skonfliktowanej z władzami Gruzji republiki Osetii Południowej Eduard Kokojty ujawnił, że kilka miesięcy wcześniej Gucaewi próbował przekupić go sumą 20 milionów dolarów w zamian za lojalność wobec władz w Tbilisi. Gucaewi przyznał, że spotkał się z Kokojtym, jednak stanowczo odrzucił oskarżenia o próbę korupcji.